# Щитник ягідний
Щитник ягідний (Dolycoris baccarum) — вид клопів з родини щитників (Pentatomidae).

## Поширення
Цей вид поширений на більшій частині Європи та Середньої Азії. Ці щитівки в основному мешкають на живоплотах і узліссях, у полях, лісах, парках і садах.

## Опис
Dolycoris baccarum може досягати довжини приблизно 10–12,5 мм. Основний колір передньоспинки та надкрил досить різноманітний, але зазвичай червонувато-фіолетовий, тоді як щиток вохристий. Взимку основний колір тьмяно-коричневий. Все тіло досить волохате. Антени складаються з 4-5 чорних і білих ділянок, а краї черевця (connexivum) чергуються з білуватим і чорним кольором. Самець і самиця дуже схожі.

## Спосіб життя
Дає одне покоління у північній частині ареалу та два покоління у теплих південних областях. Дорослих особин можна зустріти цілий рік, оскільки вони зимують. Вони з'являються наступної весни, коли спаровуються і самиці відкладають яйця. До кінця літа з'являється нове покоління дорослих особин. Німфи живляться багатьма рослинами, особливо видами Rosaceae і Asteraceae, Linaria vulgaris і Lamium album. Часто харчується листям полуниці та суниці. Під час масових появ може стати шкідником.